# مسابقة الأغنية الأوروبية 1957
كانت مسابقة الأغنية الأوروبية عام 1957 هي النسخة الثانية من مسابقة الأغنية الأوروبية السنوية . أقيم في فرانكفورت ، ألمانيا الغربية ونظمه اتحاد البث الأوروبي (EBU) والمذيع المضيف Deutsches Fernsehen (ARD). أقيمت المسابقة في جروبر سنديساي يوم الأحد 3 مارس 1957 (والتي لا تزال أول مسابقة تستضيفها على الإطلاق) واستضافتها الممثلة الألمانية انايد ابليجيان . مثل النسخة الأولى ، كانت المسابقة لا تزال بشكل أساسي إذاعية ، ولكن هذا العام كان هناك زيادة ملحوظة في عدد الأشخاص الذين يمتلكون جهاز تلفزيون .
وشاركت عشر دول في المسابقة هذا العام ، حيث تنافست النمسا والدنمارك والمملكة المتحدة لأول مرة.
وفازت هولندا في المسابقة بأغنية " Net als toen " ، التي قدمها كوري بروكن ، كتبها ويلي فان هيميرت وألحان جوس جانسن. كان هذا هو الانتصار الأول لهولندا من أصل خمسة في المسابقة.